# Miloje Milojević
Miloje Milojević (en serbi: Милоје Милојевић (Belgrad (Serbia), 27 d'octubre, 1884 - Idem. 16 de juny, 1946, va ser un compositor i director d'orquestra serbi.

## Biografia
Va aprendre a tocar el piano de la mà de la seva mare, després es va graduar a l'escola de música de Novi Sad. Durant els anys 1907-1910 va estudiar al Conservatori de Munic amb Friedrich Klose (composició), Felix Mottl (direcció) i Richard Meier-Gschray (piano). També va estudiar musicologia a Viena amb Adolf Sandberger i Theodor Kroyer. El 1925, va obtenir un doctorat a la Universitat de Praga. Durant els anys 1925–1941 va dirigir l'orquestra "Collegium Musicum" de la Universitat de Belgrad, que va fundar. Durant els anys 1925–1939 va ser ajudant i professor associat d'història de la música a la Facultat de Filosofia de la Universitat de Belgrad, després de 1939 a 1946 va ensenyar composició a l'Acadèmia de Música. També va escriure crítica musical,
Va publicar les obres Osnovi muzičke umetnosti (Belgrad 1922), Smetana (Belgrad 1924), Smetanin harmonski stil (Belgrad 1926) i Muzičke studije i članci (Belgrad 1926, 2a ed. 1933, 3a ed. 1953). Va investigar el folklore musical del sud de Sèrbia. Com a compositor, va crear principalment formes petites, i la seva obra està influenciada per les tendències estilístiques pròpies de la música de principis del segle xx.

## Composicions seleccionades
(basat en materials d'origen)

### Peces orquestrals
- poema simfònic Smrt majke Jugovića (1921)
- Intima na orkiestrę smyczkową (1939)

### Peces de cambra
- 2 quartets de corda (I G major 1905, II C minor (1906)
- 2 sonates per a violí i piano (I B menor 1924, II D minor 1943)
- La légende de Yéphimia per a violoncel i piano (1920)

### Peces per a piano
- "Miniatures" (1914)
- "Quatre morceaux pour piano" (1921)
- "Grimaces rítmiques" (1936)
- "Sota el sol dels meus Balcans" (1939)
- "Melodies i ritmes de les cases de Šara, Drim i Vardar" (1942)

### Peces vocals
- Pir iluzija per a cor masculin i mixt (1924)
- Muha i komarac per a cor masculin, femení i mixt (1931)
- Vidovdanska pričest per a 2 cors (1929)

### Cançons per a veu i piano
- Mélodies populaires serbies (1917)
- Haikai (1927)
- 7 narodnih melodija iz Južne Srbije (1929)